# Accidente del B-2 de la Fuerza Aérea de los Estados Unidos en 2008
El 23 de febrero de 2008, el Spirit of Kansas, un bombardero furtivo B-2 Spirit de la Fuerza Aérea de los Estados Unidos, se estrelló en la pista momentos después del despegue de la Base Andersen de la Fuerza Aérea en Guam. La aeronave fue destruida, pero ambos miembros de la tripulación fueron expulsados con éxito del vehículo. El accidente marcó la primera pérdida operativa de un bombardero B-2 y hasta 2025, sigue siendo el único. Con una pérdida estimada de US$1.4 mil millones, que también fue el accidente aéreo más caro de la historia.

## Accidente

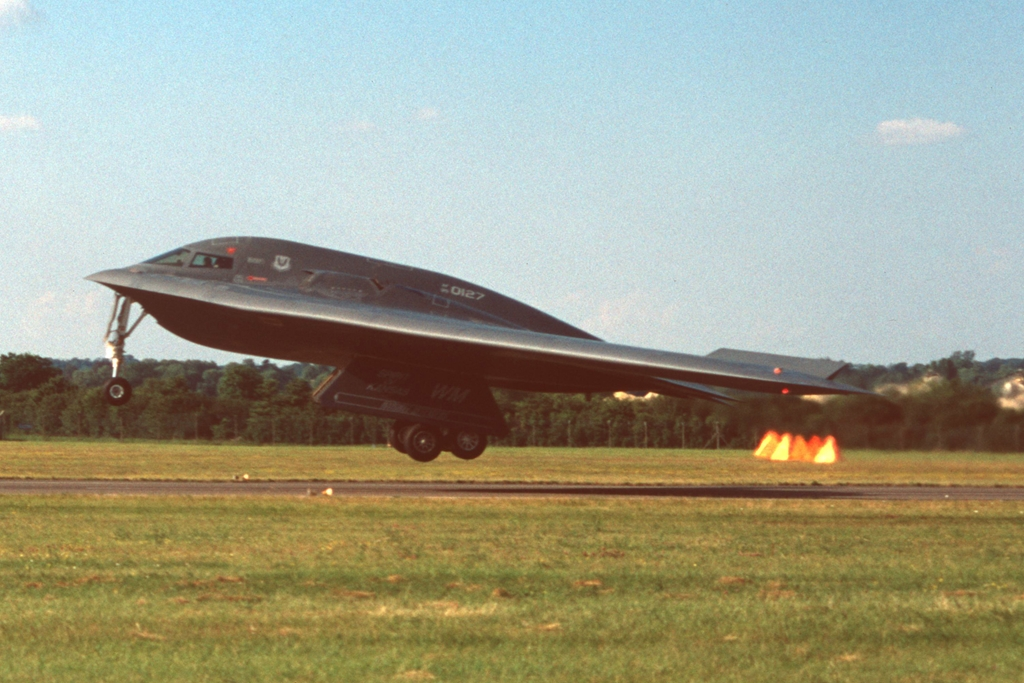
89-0127 Spirit of Kansas, el Northrop Grumman B-2 Spirit de la USAF involucrado en el accidente, visto el 19 de julio de 1997.

El 23 de febrero de 2008, el B-2 se estrelló en la pista poco después del despegue de la base de la Fuerza Aérea Andersen en Guam. El accidente del Spirit of Kansas, que había sido operado por el 393° Escuadrón de Bombas, 509° Ala de Bombas, Base de la Fuerza Aérea Whiteman en Misuri, y que había registrado 5.100 horas de vuelo, fue el primer accidente de un B-2.
La tripulación de dos oficiales intentaron controlar el bombardero pero no pudieron hacerlo, y cuando una de las puntas de sus alas hizo contacto con el suelo, se eyectaron y sobrevivieron al accidente. La aeronave fue destruida, con una pérdida total estimada en 1.400 millones de dólares. Esto equivale a $ 1,68 mil millones en 2019.
Según el Air Force Times, que es una revista de la industria privada, no había municiones a bordo. El informe de la junta de accidentes del Comando de Combate Aéreo indica que se cargó "material clasificado" en el bombardero la mañana en que el avión regresaba a la Base de la Fuerza Aérea Whiteman "después de un despliegue de cuatro meses en apoyo de la presencia continua de bombarderos de las Fuerzas Aéreas del Pacífico". 
En el Hospital Naval de Guam, un piloto fue evaluado y dado de alta y el segundo fue hospitalizado. El AB-2 que ya estaba en el aire fue llamado de regreso a Andersen luego del accidente, donde él y los otros B-2 estuvieron en tierra hasta que se completó una investigación inicial sobre el accidente. Se desplegaron seis Boeing B-52 del 96° Escuadrón de Bombas, 2° Bomb Wing en la Base de la Fuerza Aérea de Barksdale, Luisiana, para reemplazar a los B-2.
El comandante de la 509a Bomb Wing, Brig. El general Garrett Harencak, dio seguimiento al incidente suspendiendo temporalmente las operaciones de vuelo de los 20 B-2 restantes para revisar los procedimientos. Harencak calificó la suspensión como una "pausa de seguridad" y afirmó que los B-2 reanudarían el vuelo si se les solicitara operaciones inmediatas. La flota B-2 volvió al servicio el 15 de abril de 2008.

## Investigación
Los resultados de la investigación indicaron que el B-2 se estrelló después de que "lluvias intensas y violentas" causaron que la humedad ingresara a los sensores de datos del aire. Los datos de los sensores se utilizan para calcular numerosos factores, incluida la velocidad y la altitud. Debido a que tres transductores de presión no funcionaron —atribuible a la condensación dentro de los dispositivos, no a un error de mantenimiento— las computadoras de control de vuelo calcularon un ángulo de ataque y velocidad aérea inexactos. Los datos de velocidad aérea incorrectos en las pantallas de la cabina hicieron que la aeronave girara a 12 nudos (22 km/h; 14 mph) más lento de lo indicado. Después de que las ruedas se levantaron de la pista, lo que provocó que el sistema de control de vuelo cambiara a diferentes leyes de control, el ángulo de ataque negativo detectado erróneamente hizo que las computadoras inyectaran un repentino 1,6 g (16 m/s), 30 grados sin mando y una maniobra de cabeceo. La combinación de una velocidad de despegue lenta y el ángulo de ataque extremo, con el arrastre correspondiente, resultó en una pérdida, y descenso irrecuperables. Ambos miembros de la tripulación se expulsaron con éxito de la aeronave poco después de que la punta del ala izquierda comenzara a perforar el suelo a lo largo de la pista. El avión golpeó el suelo, se tambaleó y se quemó después de que su combustible se encendió.

## Dramatización
Este accidente fue presentado en el episodio 3 de la temporada 22 de la serie Mayday: catástrofes aéreas titulado "Stealth Bomber Down", en Latinoamérica "Accidente Costoso", y en España "Bombardeo Stealth Caído".  Y luego el accidente fue presentado en la subserie Mayday: Informe Especial, titulado «Datos erróneos».